# 北京咳
北京咳（ペキンせき、Beijing Cough）とは、中国北京における呼吸器症状を指す俗語である。2013年初頭、北京におけるスモッグが深刻な問題となり、北京市民にも注目されるようになった。

## 概要
1990年、国際ロータリーの機関誌「The Rotarian」において、北京における大気汚染を原因とした呼吸器症状を「Beijing Cough」と紹介したのが初出とされる。2000年に入り、アメリカの経済学者の著書に再び取り上げられた後、2003年、アメリカの北京旅行ガイドが、12月から4月にかけて悩まされる咳として紹介し、その後、北京を訪れる外国人の間で、北京を訪れる間にのみ現れる呼吸器症状を指す言葉としてよく使われるようになった。
当初北京市民にはあまり馴染みのない言葉であったが徐々に普及し、2013年1月に発生した、北京における大規模なスモッグをきっかけに、中国国内の新聞記事においても取り上げられるようになった。

## 原因
大気汚染によるものとされる一方で、北京の冬の気候が乾燥していることも影響しているともされる。
なお、中国政府系メディアである新華社が発行する経済参考報は、北京大学人民病院の医師の発言として、上記に加え生活習慣も合わせて考えねばならず、明確な原因がわからない中で北京咳と呼ぶことは「北京市に対する極度の侮辱」と伝えた。

### 北京の大気汚染状況
2013年1月12日、在北京アメリカ大使館の測定による北京の大気汚染指数(Air Quality Index)は過去最悪の755、PM2.5は1㎥（1立方メートル）あたり886㎍（886マイクログラム）を記録した。
Air Quality Indexの値は201～300が「Very Unhealthy（とても不健康）」、301を超えると「Hazardous（危険）」となる。。
大紀元によれば、北京大学とグリーンピースの調査として、北京、上海、広州、西安においてPM2.5が原因となった死者は2012年だけで年間8,500人を上回ったとしている。
2013年9月29日には市の大気汚染が最悪レベルになった。

### 大気汚染対策
PM2.5は粒子の大きさが非常に細かいため、通常のマスクで防ぐことはできない。

## 中国政府系メディアの反応
原因の項において述べたとおり、中国政府系メディアは「北京咳」の名称を北京に対する侮辱とするコメントを配信する一方で、この「侮辱」という表現を「環境保護に関する一種の恥」とするコメントも配信している。

## 中国人民の反応
中国の著名な実業家で慈善活動家でもある陳光標氏が「空気の缶詰」を1缶5元で販売したところ、10日間で800万個を売り上げた。。